# Hugo Kalweit

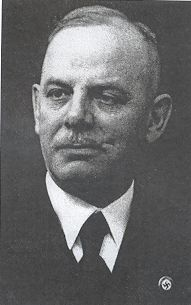
Hugo Kalweit

Hugo Kalweit (* 27. April 1882 in Darkehmen, Ostpreußen; † 25. Juli 1970 in Destedt, Niedersachsen) war ein deutscher Richter. Vom 18. Mai 1942 bis Mitte Dezember 1943 war er Vorsitzender des Sondergerichts Braunschweig.

## Leben
Kalweit entstammte einer ostpreußischen Familie. Sein Vater war Gerichtssekretär. Er besuchte zunächst die städtische, dann eine private Schule und legte am 12. März 1902 das Abitur am Kgl. Gymnasium Lyck im masurischen Lyck ab. Ab dem Sommersemester 1902 studierte er Rechtswissenschaft an der Albertus-Universität Königsberg. Beide Staatsexamen schloss er jeweils mit „ausreichend“ ab. Wie viele seiner Schulkameraden wurde er Mitglied des Corps Masovia. Als noch ohne Paukbrille gefochten wurde, erlitt er als Inaktiver bei einer Säbelmensur eine Verletzung des rechten Auges, die zum Verlust der Sehkraft führte. Seinem Corps war Kalweit zeitlebens zutiefst verbunden. So schenkte er ihm in Königsberg einen Schrank des Danziger Barock, in Kiel die Kopie eines ostpreußischen Landschaftsbildes. 1960 wurde ihm auch das Band der befreundeten Palaiomarchia verliehen.
Nachdem er 1910 die Assessorprüfung bestanden hatte, ließ er sich 1911 in Lyck als Rechtsanwalt nieder und heiratete die Tochter seines Corpsbruders Karl Rimek (1868–1933), Arzt in Mohrungen. Aufgrund seiner Augenverletzung nahm er nicht am Ersten Weltkrieg teil; er war aber von 1917 bis 1918 als Militärhilfsrichter beim Brigadegericht in Lyck, Lötzen und Deutsch Eylau tätig. 1924 wurde er Notar. Nach Kriegsende gehörte Kalweit nacheinander der Deutschen Volkspartei (DVP), der Deutschnationalen Volkspartei (DNVP) und schließlich der Deutschvölkischen Freiheitsbewegung (DVFB) an. zum 1. Juni 1930 trat er der NSDAP bei (Mitgliedsnummer 260.287), für die er 1933 in das Stadt-Parlament von Lyck einzog.
1933 trat er in den Justizdienst ein. Am 1. Oktober 1933 wurde Kalweit zum Präsidenten des Landgerichtes Tilsit ernannt und wechselte zum 1. November 1934 in diesem Amt nach Lyck. Gleichzeitig war Kalweit seit 1. Oktober 1934 Mitglied des Dienststrafsenats beim Kammergericht Berlin und bekleidete ab 1937 dasselbe Amt beim Reichsgericht. Im selben Jahr kam es zu ernsthaften Auseinandersetzungen mit Erich Koch, dem Gauleiter von Ostpreußen, da Kalweit die Unabhängigkeit der Rechtsprechung durch NSDAP-Parteistellen gefährdet sah. Als er sich in einem Urteil gegen einen Kreisleiter der NSDAP gestellt hatte, ließ er sich auf Anraten des Reichsjustizministeriums in Berlin am 1. März 1938 „auf eigenen Wunsch“ (wiederum als Präsident) an das Landgericht Lüneburg versetzen. und wiederum „auf eigenen Wunsch“ am 1. Oktober 1939 an das Landgericht Braunschweig als dessen Präsident.
Seine Vorgesetzten aus dieser Zeit bescheinigten Kalweit stets „hohen Idealismus“, „unbedingte Zuverlässigkeit“ und „Entschlussfreudigkeit“. Darüber hinaus galt er als „politisch unbedingt zuverlässig“, seine „Treue zu Führer, Volk und Staat […] über jeden Zweifel erhaben.“.
Im Frühjahr 1942 kam es zu einem Prozess gegen Eugen Hubing, Betriebsdirektor der Braunschweiger Büssing-Werke. Diesem wurde vorgeworfen „Fleisch und Butter aus der Gemeinschaftsverpflegung zum eigenen Verbrauch“ veruntreut zu haben. Noch bevor der Prozess begonnen hatte, hatte Hartmann Lauterbacher, NSDAP-Gauleiter von Süd-Hannover-Braunschweig, öffentlich für Hubing die Todesstrafe gefordert. Daraufhin ersuchte Kalweit beim Sondergericht Braunschweig darum, ihn zum Vorsitzenden des Verfahrens zu machen, um zu verhindern, dass die NSDAP den Urteilsspruch in ihrem Sinne beeinflusse. Diesem Ersuchen wurde jedoch nicht stattgegeben, um zu vermeiden, dass dem Sondergericht vorgeworfen werden könnte, man habe es für den Prozess gegen Hubing speziell zusammengestellt. Ähnlich wie bereits 1937 in Ostpreußen, protestierte Kalweit nach dieser Entscheidung gegen die öffentliche Beeinflussung der Rechtsprechung durch Vertreter des NS-Regimes. Hubing wurde im April 1942 zum Tode verurteilt, das Urteil später aber aufgehoben.

### Vorsitzender des Sondergerichts Braunschweig
Kalweit übernahm am 18. Mai 1942 den Vorsitz des Sondergerichts Braunschweig von Karl Höse, dem – evtl. auf Kalweits Betreiben – vorgeworfen wurde, für die vom NS-Regime als zu milde empfundenen Urteile des Sondergerichts verantwortlich zu sein. Kalweit hingegen war für seine harten Urteile bekannt.
In seinem ersten Prozess als neuer Vorsitzender des Sondergerichts Braunschweig verhängte Kalweit eine zweifache Todesstrafe gegen den Juden Moritz Klein, der, nach eigenem Geständnis, zwei kleine Mädchen mehrfach unsittlich berührt hatte. Das unverhältnismäßig harte Urteil erfüllt den Tatbestand der Rechtsbeugung. Im gleichen Sommer verhängte Kalweit vier weitere Todesurteile: gegen einen polnischen Zwangsarbeiter sowie gegen drei „gefährliche Gewohnheitsverbrecher“. Bis zum Wechsel im Vorsitz im Dezember 1943 war er nur noch an wenigen Verfahren beteiligt und an keinem weiteren der vom Sondergericht Braunschweig zahlreich verhängten Todesurteile. Wahrscheinlich hatte er den Vorsitz nur noch formell inne. Kalweits Nachfolger im Amt des Vorsitzenden des Sondergerichts Braunschweig wurde ab 15. Dezember 1943 bis Kriegsende (in Braunschweig der 12. April 1945) Walter Lerche.
Nachdem Braunschweig am 12. April 1945 von der amerikanischen 30th Infantry Division besetzt worden war, wurde Kalweit am 7. Mai vom Dienst suspendiert und am 1. September 1945 als Präsident des Landgerichtes ohne Ruhegehalt entlassen.

### Entnazifizierung
Wie in vielen anderen OLG-Bezirken wurde auch in Braunschweig ein spezieller Ausschuss für die Entnazifizierung der Justiz eingesetzt. Er bestand aus drei Personen: Anwalt (und später Präsident des OLG Braunschweig) Friedrich-Wilhelm Holland, Oberlandesgerichtsrat Wolf und Anwalt Friedrich Lampe. Keiner der drei war NSDAP-Mitglied gewesen. Der Ausschuss wurde nach seinem Vorsitzenden „Holland-Ausschuss“ genannt. Kalweit rechtfertigte sein frühes Eintreten in die NSDAP damit, dass sich die Partei schon früh für den Schutz Ostpreußens sowie die Verbesserung der wirtschaftlichen und sozialen Lebensbedingungen für Arbeiter und Bauern eingesetzt habe. 1947 urteilte der „Holland-Ausschuss“: „Den Ausschußmitgliedern ist bekannt, daß Kalweit auch in Braunschweig als Landgerichtspräsident durchaus auch mit nationalsozialistischen Grundsätzen auch als überzeugter Nationalsozialist gehandelt hat“. Kalweit wurde daraufhin in „Kategorie III“ („minderbelastet“) eingestuft und seine Entlassung gleichzeitig bestätigt. Ein Berufungsausschuss würdigte hingegen u. a. Kalweits „soziale Einstellung“ und seine „Konflikte mit der Partei“ und gewährte schließlich ein reduziertes Ruhegehalt. Aufgrund veränderter Rechtslage kam es 1949 zu einem erneuten Verfahren, bei dem er in „Kategorie IV“ („Mitläufer“) eingestuft und mit 75 % seines Ruhegehaltes in den Ruhestand versetzt wurde.

### Juristisches Nachspiel
Am 21. August 1950 wurde Hugo Kalweit wegen seiner Tätigkeit beim Sondergericht Braunschweig angeklagt. Die Anklage wurde aber von der zuständigen Strafkammer nicht zugelassen. Seit 1952 war er Witwer. Seine letzten Lebensjahre waren „überschattet von einem fast grenzenlosen [arteriosklerotischen] Starrsinn, der ihn auch zu Handlungen veranlaßte, die ihm früher fremd gewesen wären“.